# نهر بوق
نهر بوق 
بُوْقْ: بضم الباء، وسكون الواو، والقاف، كان من أنهار بغداد القديمة، وهو طسوج،من سواد بغداد، قرب كلواذى، زعموا أن جنوبي بغداد من كلواذى، وشماليها من بوق، وان نهر بِيْل:بكسر الباء، وياء ساكنة، ولام، لغة في نهر بِين أيضاً طسوج من سواد بغداد، متصل بنهر بوق. وطسوج نهر بوق، وطسوج نهر بيل، من ضمن كورة سارشاد مهز المؤلفة من ثمانية طساسيج.
جاء ذكر نهر بوق في قصيدة وجهه كالقمر لابن الرومي حيث قال